# Étoile sportive ornaysienne de football Vendée La Roche-sur-Yon
L'Étoile sportive ornaysienne de football Vendée La Roche-sur-Yon, citata comunemente ESOFV La Roche-sur-Yon, è una società calcistica francese con sede nella città di La Roche-sur-Yon, capoluogo del dipartimento della Vandea nella regione dei Paesi della Loira.
Fondata nel 1938 con la denominazione Étoile sportive ornaysienne de football de Saint-André-d'Ornay, la società comprende una sezione maschile e una femminile, quest'ultima, istituita nel 1978, la più rilevante per i risultati conseguiti nella sua storia sportiva, avendo disputato 16 campionati di Division 1 Féminine, l'allora denominazione del massimo livello del campionato francese femminile di calcio, ottenendo due secondi posti nelle stagioni 1998-1999 e 2000-2001.

## Palmarès
- Campionato francese di seconda divisione: 2

1995-1996, 2008-2009

## Organico

### Rosa 2020-2021
Rosa, ruoli e numeri di maglia estratti dal sito footofeminin.fr e aggiornati al 13 febbraio 2021.
| N. |                    | Ruolo | Calciatrice               |
| -- | ------------------ | ----- | ------------------------- |
| 1  | Francia (bandiera) | P     | Laura Lacoste             |
| 3  | Francia (bandiera) | D     | Mélissa Cheneau           |
| 4  | Francia (bandiera) | C     | Maureen Cosson (capitano) |
| 5  | Francia (bandiera) | D     | Salomé Alberbide          |
| 6  | Francia (bandiera) | C     | Charlotte Lemarchand      |
| 7  | Francia (bandiera) | D     | Mélanie Roux              |
| 8  | Francia (bandiera) | D     | Julie Segretain           |
| 9  | Francia (bandiera) | A     | Laura Muller              |
| 10 | Francia (bandiera) | C     | Ilona Pierre-Jean         |
| 11 | Francia (bandiera) | C     | Milica Stetic             |
| 13 | Francia (bandiera) | C     | Claire Paillat            |
| 15 | Francia (bandiera) | C     | Charline Volard           |
| 16 | Francia (bandiera) | P     | Camille Nerbonne          |
| 17 | Francia (bandiera) | A     | Marine De Sousa           |

| N. |                    | Ruolo | Calciatrice         |
| -- | ------------------ | ----- | ------------------- |
| 18 | Francia (bandiera) | A     | Lauriane Borde      |
| 19 | Francia (bandiera) | C     | Samia Fikri         |
| 20 | Francia (bandiera) | D     | Jessica Marchadié   |
| 21 | Francia (bandiera) | A     | Charlotte Faity     |
| 22 | Francia (bandiera) | C     | Léonie Le Moing     |
| 27 | Francia (bandiera) | D     | Camille Elicèche    |
| 29 | Francia (bandiera) | C     | Emma Guyard         |
|    | Francia (bandiera) | P     | Anouck Laisney      |
|    | Francia (bandiera) | D     | Rose Alaoui Lamrani |
|    | Francia (bandiera) | D     | Anne-Lise Divais    |
|    | Francia (bandiera) | D     | Ève Guilbaud        |
|    | Francia (bandiera) | C     | Eden Boban          |
|    | Francia (bandiera) | C     | Inès Masson         |